# 東急バス不動前営業所
東急バス不動前営業所（とうきゅうバスふどうまええいぎょうしょ）は、かつて東京都目黒区下目黒2-24-2にあった東京急行電鉄自動車部（東急バス）の営業所（車庫）である。主に品川区および目黒区方面の路線を所管し、営業所の略号は昭和40年代初頭まで用いられた4桁番号「3100番台」を使用していた。

## 沿革

### 東横乗合中目黒線
不動前営業所の起源となったのは、1929年（昭和4年）6月25日に運行を開始した東横乗合の路線である。これは、東急東横線中目黒駅を中心に大橋と大鳥神社前の間で東京横浜電鉄が免許を得ていたもので、現在の品川線の基礎となっている。営業開始を前に近傍で営業していたエビス乗合自動車と統合の上分社化、東横乗合中目黒営業所となった。

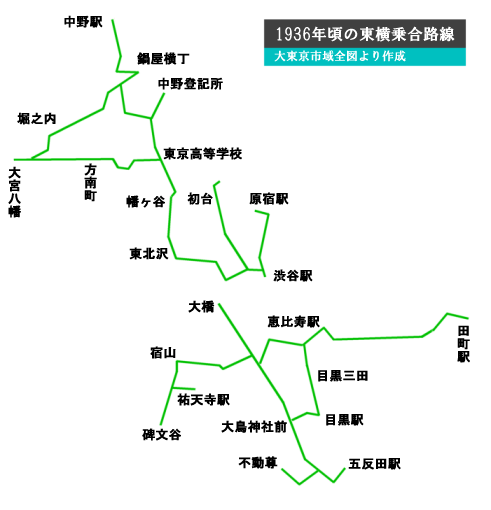
1936年頃の東横乗合路線

このエビス乗合自動車は、現在の都営バス田87系統となる恵比寿駅 - 田町駅間の路線を運行していたが、これはエビス営業所という別組織に引き継がれ、中目黒とは直接の関係はなかった。
1936年（昭和11年）11月1日、東横乗合は東京横浜電鉄本体に吸収合併される。中目黒営業所はエビス営業所ともに東京横浜電鉄の拠点としてそのままの体制を維持した。
1940年（昭和15年）7月9日、中目黒営業所は東横目蒲線（現・東急目黒線）不動前駅近くに移転し、不動前営業所と改称。
1941年（昭和16年）7月15日、陸上交通事業調整法に基づく譲渡命令を受け、恵比寿 - 田町間や恵比寿駅 - 有栖川宮公園（現在の都営バス橋86系統の原型）など山手線内の路線を東京市電気局（現・東京都交通局）に譲渡せざるを得なくなった。これにより翌1942年（昭和17年）2月1日譲渡が実施されエビス営業所の担当路線は壊滅。不動前営業所に実質統合、廃止となった。

### 戦後
太平洋戦争終結の時点で、品川区役所線は渋谷駅から東急品川線（現・京急本線）南馬場駅（現・新馬場駅）近くにあった区役所旧庁舎までを結んでいた。山手通りに沿って国鉄山手線と並行する幹線であることから比較的早くに復旧、運行を再開する。
1947年（昭和22年）6月25日、東急初の都営共管路線として駒沢線が誕生。不動前が担当となる。
1952年（昭和27年）、旧東横乗合時代の宿山（旧上目黒村の中心地）・祐天寺方面の路線を基礎にした野沢線と洗足線が開業。洗足線は目黒の担当となったが、野沢線は不動前が担当、1956年（昭和31年）には都営バスとの共管で新宿駅東口まで延長される。

### 大橋営業所の基礎に
1969年（昭和44年）、東急は玉川線の廃止により代替バスの運行を迫られる。代替バスの営業所は同じ目黒区にあった玉電大橋車庫の跡地に作られることになったが、組織としては不動前営業所を移転して拡張する形を取った。この結果、当営業所は1969年（昭和44年）5月6日限りで不動前での営業活動を終了。翌日の5月7日から、大橋営業所に生まれ変わった。
この時、東横乗合以来一貫して不動前が担当してきた品川区役所線と、戦後に新設された野沢線と大橋線、そして目黒から一時移管されていた清水線が大橋へ移管された。清水線は移管後しばらくして本来の担当となるべき目黒営業所に戻され、大橋線も短縮のうえ、駒沢営業所、さらに弦巻営業所へと渡っていき、不動前時代の面影を残すのは品川線だけとなった。

### 東名急行バス東京営業所
不動前営業所が大橋に移転して廃止される頃、東名高速道路の開通に合わせて東京 - 名古屋間の高速バスを運行しようという機運が盛り上がる。国鉄が真っ先に参入を表明するが私鉄・民間バスもこれに対抗、東急など12社の共同出資による東名急行バスが設立された。
不動前営業所の用地は東名急行バス東京営業所に転用され、渋谷駅を発着する高速バスの拠点に変わった。しかし、乗客が伸びず1975年（昭和50年）3月31日限りで営業を終了する。東名急行が解散した後、跡地はしばらく駐車場として使われていた。

### 目黒CUE!ビル
1981年（昭和56年）、東急電鉄は傘下の広告代理業大手東急エージェンシーと共同出資し、戦前の世田谷営業所の跡地に映像ソリューション拠点『イメージスタジオ109』を完成させる。イメージスタジオ109は都内有数の大規模貸スタジオとして高い稼働率を記録、事業を拡張することになり、1988年（昭和63年）、不動前営業所跡地に「東急不動前ビル」（現・目黒CUE!ビル）が完成。イメージスタジオ109目黒スタジオを中心に、映像クリエイターの集まる場所となった。
その後、2000年代に入るとイメージスタジオ109世田谷スタジオが老朽化を理由に閉鎖。現在は運営会社「イメージスタジオ・イチマルキュウ」の本社機能も含めた主力拠点となっている。

## 廃止時の所管路線

### 品川区役所線
- 渋谷駅 - 大橋 - 中目黒駅 - 大鳥神社前 - 大崎駅 - 居木橋 - 大井町駅 - 品川区役所

廃止後は大橋営業所に移管。その後は渋41の系統番号が与えられ、品川区役所 - 大井町駅間を短縮のうえ路線名も「品川線」となり、長らく大橋が担当してきたが、大橋営業所廃止を目前とした2002年（平成14年）7月16日をもって目黒営業所に移管され現在に至る。

### 清水線
- 目黒駅 - 大鳥神社前 - 清水 - 都立大学駅北口 - 等々力七丁目 - 上野毛駅 - 二子玉川園（現・二子玉川駅）

1964年（昭和39年）に目黒営業所から移管されていたが、不動前営業所廃止後は大橋営業所に移管される。その後、1970年（昭和45年）9月1日には目黒営業所に復帰、黒02の系統番号を与えられ現在も運行中。

### 大橋線
- 五反田駅 - 大崎広小路 - 大鳥神社前 - 中目黒駅 - 大橋 - 三軒茶屋 - 上町 - 向天神橋 - 駒沢 - 深沢不動前 - 等々力 - 等々力操車所

現在の祖師谷線等11系統の前身となる路線。不動前営業所廃止後は大橋営業所に移管、その後反42の系統番号が与えられ、1974年（昭和49年）5月19日には五反田駅 - 松陰神社前間を廃止のうえ祖師谷大蔵へ向かうように変更、現在の祖師谷線等11系統となる。1981年（昭和56年）6月には大橋から駒沢営業所に移管されるが、駒沢廃止の1984年（昭和59年）3月に弦巻営業所に移管、2000年（平成12年）3月には東急トランセ管理委託となり、祖師谷側も路線延長、祖師ヶ谷大蔵駅発着となって現在に至る。

## 営業所廃止前に移管された路線

### 駒沢線
- 101：桜新町 - 真中（現・駒沢大学駅） - 国立第二病院 - 三谷 - 祐天寺 - 恵比寿駅 - 天現寺橋 - 広尾橋 - 六本木 - 溜池 - 虎の門 - 西新橋一丁目 - 日比谷 - 馬場先門 - 東京駅南口（都営バス目黒営業所と共同運行）

1959年（昭和34年）3月3日の弦巻営業所開所時に移管。さらに駒沢営業所へ再移管された後、1972年までに恵比寿駅 - 桜新町間に短縮。後に恵33の系統番号が与えられたが、1981年（昭和56年）6月22日、エビス線恵32系統との路線重複を理由に廃止された。エビス線恵32系統は現在も瀬田営業所の管轄（東急トランセ管理委託）で運行されている。

### 野沢線
- 129：野沢龍雲寺 - 三宿病院前 - 中目黒駅前 - 渋谷駅東口 - 表参道 - 北参道 - 新宿追分 - 新宿駅東口（1956年2月1日から都営バス目黒営業所と共同運行）

1952年（昭和27年）4月15日に渋谷駅 - 野沢龍雲寺間で営業を開始し、1956年（昭和31年）2月1日、新宿駅まで延長した時に都営バスが参入して共管となった。1964年（昭和39年）に目黒営業所へ移管。その後は大橋営業所へ移管され、宿97系統として運行されたが、東京都交通局の第2次再建計画に伴う路線再編成のため1977年（昭和52年）12月15日限りで都営が撤退、相互乗り入れを中止のうえ廃止、以降は東急単独で渋谷駅までに短縮、渋70系統となる。その後は幾多にわたる経路変更や路線短縮や延長、東急トランセ管理委託に伴う下馬営業所移管などを経て、現在も黒09・中目01系統として運行している。

## 車両
車両については全車が当時の東急バスで最大勢力だった日産ディーゼル工業（現：UDトラックス）製の4Rシリーズに統一されており、当時の標準ボディだった富士重工業製に加え北村製作所製や金産自動車工業（現：ジェイ・バス小松事業所）製が在籍し、廃止時点では40台を擁していた。不動前営業所の廃止後は全車が大橋営業所に移籍した。